# Virus Lujo
Il virus Lujo o LUJV (Lujo mammarenavirus) è un virus a RNA bisegmentato, membro della famiglia Arenaviridae e del genere Mammarenavirus, causa certa di una grave febbre emorragica virale (VHF) negli esseri umani.
Il suo nome è stato suggerito dal Nucleo speciale Patogeni dell'Istituto Nazionale per le malattie trasmissibili del National Health Laboratory Service (NICD-NHL) utilizzando le prime due lettere dei nomi delle città coinvolte nel focolaio del 2008 della malattia, Lusaka (Zambia) e Johannesburg (Repubblica del Sudafrica).
È il secondo arenavirus patogeno ad essere descritto nel continente africano; dopo il virus Lassa che stato il primo. Dal 2012 è stato classificato come un "Biological Select Agents or Toxins" (BSATs) secondo la legge statunitense.
Il virus è stato scoperto a seguito di una piccola epidemia ospedaliera di febbre emorragica, altamente mortale, a Johannesburg. La mortalità stimata per il virus è dell'80%, infatti nel focolaio epidemico la malattia ha contagiato 5 operatori sanitari con la morte di 4 di essi, mostrando così la trasmissibilità inter-umana.
Fortunatamente è stato trovato come modello animale una cavia, cosa che permetterà lo studio del virus e la creazione di vaccini e farmaci.
L'analisi del genoma del LUJV mostra come il virus sia solo un lontano parente degli arenavirus noti. Esso è il primo esempio di febbre emorragica da Arenavirus a sud dell'Equatore in Africa.